# Charles Darley Miller
Charles Darley Miller (23 de outubro de 1868 – 22 de dezembro de 1951) é um jogador de pólo britânico medalhista de ouro nos Jogos Olímpicos de Verão de 1908 em Londres.